# Lia McHugh
Lia Ryan McHugh est une actrice américaine, née le 18 novembre 2005 à Pittsburgh. Elle est principalement connue pour ses rôles dans Totem (2017), The Lodge et Into the Dark (tous deux sortis en 2019). En 2021, elle incarne Sprite dans le film Les Éternels de l'Univers cinématographique Marvel.

## Biographie
Lia McHugh est née à Pittsburgh, en Pennsylvanie, dans une famille d'acteurs. Elle a trois frères et sœurs plus âgés  — Flynn, Logan et Shea —  et un frère plus jeune, Gavin, qui est atteint de paralysie cérébrale. Gavin est également acteur et joue le rôle de Christopher Diaz dans la série dramatique 9-1-1.

## Carrière
Lia pass la majorité de sa carrière dans des projets d'horreur, comme : A Haunting, Totem, Along Came the Devil, The Lodge et Into the Dark. Lia est choisie pour incarner Sprite dans le 26e long-métrage de l'univers cinématographique Marvel, Les Éternels.

## Filmographie

### Cinéma
- 2017 : Chaudes nuits d'été (Hot Summer Nights) : Summer Bird Sister
- 2017 : Totem : Abby
- 2018 : Along Came the Devil: Ashley jeune
- 2019 : Le chalet : Mia
- 2020 : Songbird : Emma Griffin
- 2021 : Les Éternels (Eternals) : Sprite
- 2021 : A House on the Bayou : Anna Chambers

### Télévision
- 2016 : A Haunting (Série TV) : Jacey
- 2018 : American Woman (Série TV) : Jessica Nolan
- 2019 : Into the Dark (Série TV) : Maggie Singer